# Julie Krasniak
Julie Krasniak, née le 5 juin 1988 à Semécourt (Moselle), est une coureuse cycliste française. Elle court dans trois disciplines : cyclisme sur route, cyclo-cross et VTT. Son père, Zbigniew a été champion de France de VTT cross-country en 1993. Elle arrête sa carrière en 2012, à 24 ans.

## Palmarès

### Sur route
- 2003
  - 6e du championnat de France cadettes
- 2004
  -  Championne de France cadettes
- 2005
  -  Championne de France du contre-la-montre juniors
  - 3e du championnat de France juniors
  - 5e du championnat d’Europe juniors
- 2006
  -  Championne de France du contre-la-montre juniors
  - Trophée des grimpeurs espoirs
  - 3e du championnat d’Europe juniors
- 2007
  -  Championne de France espoirs
  -  Championne de France du contre-la-montre espoirs
- 2008
  -  Championne de France espoirs
  -  Championne de France du contre-la-montre espoirs
  - Grand Prix de Plouay espoirs
  - 6e du Grand Prix de Plouay (Cdm)
  - 5e du championnat d’Europe
- 2009
  -  Championne de France espoirs
  -  Championne de France du contre-la-montre espoirs
  - Ronde de Bourgogne espoirs
  - Grand Prix de Saint-Amand Lady Berry espoirs
  - Grand Prix d'Hombourg espoirs
  - 2e de la course en ligne des Jeux méditerranéens
- 2010
  - 2e du championnat de France du contre-la-montre espoirs
  - 6e du championnat de France espoirs
- 2011
  - 6e du championnat de France espoirs
  - 6e du championnat de France du contre-la-montre espoirs
- 2012
  - 2e du championnat de France sur route
  - 10e du championnat de France du contre-la-montre

### Cyclo-cross
- 2011-2012
  -  Championne du monde de Singlespeed[2]
  - 8e du championnat de France de cyclo-cross
- 2012-2013
  - 6e du championnat de France de cyclo-cross

### VTT
- 2003
  - 3e du championnat de France de VTT cadettes
- 2004
  -  Championne de France de VTT cadettes
  - Coupe de France cadettes
- 2005
  -  Championne de France de VTT juniors
  - Coupe de France juniors
  - 3e du championnat d’Europe de VTT juniors
  - 6e du championnat du monde de VTT juniors
- 2006
  -  Championne de France de VTT juniors
  - Coupe de France espoirs
  - 2e du championnat du monde de VTT juniors
  - 2e du championnat d’Europe de VTT juniors
- 2007
  - Coupe de France espoirs
    - 1re manche de la coupe de France espoirs – Saint Flour
    - 2e manche de la coupe de France espoirs – Plouha
    - 3e manche de la coupe de France espoirs - Montgenèvre

  - 2e du championnat de France de VTT espoirs
  - 11e du championnat du monde de VTT espoirs
  - 16e du championnat d’Europe de VTT espoirs
- 2008
  - 4e manche de la coupe de France espoirs - Chamonix
  - 2e du championnat de France de VTT espoirs
  - 5e du championnat d’Europe de VTT espoirs
  - 7e du championnat du Monde de VTT espoirs
- 2009
  - 1re manche de la coupe d’Allemagne espoirs - Musingen
  - 6e du championnat de France de VTT espoirs
  - 8e du championnat d’Europe de VTT espoirs
  - 13e du championnat du monde de VTT espoirs
- 2010
  - 1re manche de la coupe d’Allemagne espoirs - Albstadt
  - 3e du championnat de France de VTT espoirs
  - 12e du championnat du monde de VTT espoirs
- 2011
  - 9e du championnat de France de VTT
- 2012
  - 8e du championnat de France de VTT